# كارل فون أبل
كارل فون أبل (بالألمانية: Carl von Abel)‏ هو رجل دولة بافاري.
ولد في فتسلار بتاريخ 17 سبتمبر عام 1788.

## نبذة عامة
كان أبوه يعمل كمدع عام في محكمة العدل العليا البافاريَّة. درس القانون في غيسن خلال الفترة من عام 1806 حتى عام 1809. وأضحى موظفًا حكوميًا بافاريًا في عام 1810. عُين مفوضًا للشرطة في بامبرغ في عام 1817. عُين مستشارًا حكوميً في ميونخ عام 1819. ارتقى إلى منصب إلى كبير الأمناء القانونيين سنة 1827. أصبح وكيلًا ملكيًا لمجلس النواب سنة 1831. انتظم في سلك أهل الحرية على إثر محاورة محتدة دافع فيها عن حرية الصحافة وعارض الرقابة.
عينه الملك لودفيغ الأول خلال العام التالي كأحد أعضاء الوفد المرافق للملك أوتو. عارض هو وجورج لودويغ فون مورير رئيس الوفد الكونت يوزف لودفيغ فون أرمانسبيرغ على أنه انصاع وراء رغبات الدبلوماسيين الإنجليز إلى حد كبير. استطاع  الكونت حشد أنصاره في ميونخ ضدهما وهو ما أدى إلى إقصاء أبل ومورير من الوفد. عاد أبل مرة أخرى ليصبح كبير الأمناء القانونيين في وزارة الداخلية. تزوج فريدريكه فون رينيكر في عام 1836، وهي امرأة متدينة جدًا، والتي كان لها تأثير عظيم عليه.
أصبح أبل مستشارًا خاصًا بدلًا من لودفيغ فورست فون فالرشتاين في 1 نوفمبر عام 1837، وبدأ بقيادة وزارة الداخلية. أثارت اضطرابات كولونيا الجماهير على الصعيدين الديني والسياسي إبان هذه الفترة. وسرعان ما تبين أن الوزارة تحت أمرة أبل كانت كاثوليكية صارمة، وتتبع تقاليد ماكسيميليان الأول يوزيف من بافاريا. رفعت مكانة رجال الدين وصرفت مبالغ طائلة في سبيل الشؤون الدينية. تبع ذلك صدور عدة مراسيم على غرار تحديد أنه يجب على الجنود البروتستانتيين الركوع خلال أداء الصلاة الكاثوليكية. تم تعقيد تشكيل المجتمعات الإنجيلية وأداء صلواتهم وتطبيق رقابة صارمة على جميع الحركات المعارضة.
أما في قضايا أخرى فقد أظهر أبل موقفه المطلق والمونتاني الفائق. وأذن بصدور مرسوم يحظر استعمال جميع المصطلحات الحديثة التي تحاول فرض مبدأ الطبقات بمبدأ التمثيل. فمثلًا حظر مصطلح "وزارة الدولة" لأن جل السلطة تركزت في شخص الملك. أدت إهانات عدة ضد سلفه فالرشتاين إلى نزال خسره أبل.
تزعم فالرشتاين المعارضة التي تشكلت أساسًا في مقاطعات المملكة الجديدة  ضد الوصاية الأبوية التي مارستها الوزارة. وحارب بصراحة النظام القائم في برلمان عام 1846. لم يستطع أبل تفادي الادعاءات التي زعمت خرقه مبدأ المساواة، وأن الحزب المسيحي كان على تواصل مع عناصر راديكاليَّة. لهذا فقد الملك ثقته في أبل، وأعفاه من منصبه كوزير للثقافة والتعليم.
أقيل أبل من السلطة حين عارض هو وغيره من الوزراء تجنيس لولا مونتيز (وهي سيدة الملك اليافعة) في 17 فبراير عام 1847. كان عليه بعدها مقاساة العار من الملك الذي خدمه لفترة مديدة ومن أعضاء حزبه. عُيِّن مبعوثًا إلى مملكة سردينيا، ولكنه رفض تولي المسؤولية حتى تولى الملك ماكسيميليان الثاني سدة العرش البافاري. انتُخب أبل في المجلس الثاني التابع للبرلمان البافاري سنة 1848، حيث تعرضت إدارته السابقة للهجوم من شتى الجهات.
استدعي أبل من مبعوثيته في عام 1850 ليتقاعد عن الحياة السياسيَّة. عاش في شتامسغيد في بالاتينات العليا إلى حين وفاته في عام 1859. توفي في ميونخ.